# Nebo (film)
Nebo (Небо) è un film del 2021 diretto da Igor' Kopylov.

## Antefatto
La pellicola è basata sulla vicenda dell’abbattimento del Su-24M (numero 83) russo (ten. col. pil. Oleg Peškov; cap. nav. Konstantin Murachtin) da parte di un F-16C turco, per aver sconfinato dallo spazio aereo siriano a quello turco nonostante gli avvertimenti. Dopo essersi eiettati, Peškov fu ucciso mentre scendeva col paracadute e, nel tentativo di ricerca e salvataggio effettuato dalle forze speciali russe per recuperarne il cadavere ed esfiltrare il cap. Murachtin, venne distrutto un elicottero Mi-8 dai ribelli filo-turchi e perì anche il fante di marina Aleksandr Pozynič.

## Trama
Durante la guerra civile siriana, il vice colonnello Sošnikov e il capitano Murav'ev sono costretti a fare squadra nella base di Hmeimim, nonostante l'incompatibilità dei due caratteri. Un giorno l'aereo di Sošnikov viene abbattuto da un caccia turco. L'evento riscuote una grande eco mediatica e tutta la Russia segue in diretta il salvataggio del tenente colonnello.